# Malaysische Unihockeynationalmannschaft der Frauen
Die malaysische Unihockeynationalmannschaft der Frauen repräsentiert Malaysia bei Länderspielen und internationalen Turnieren in der Sportart Unihockey. Der 17. Platz an der Weltmeisterschaft 2005 ist bisher die beste Platzierung.

## Platzierungen

### Weltmeisterschaften
| WM   | Austragungsort(e)           | Platz              |
| ---- | --------------------------- | ------------------ |
| 1997 | Mariehamn und Godby         | –                  |
| 1999 | Borlänge                    | –                  |
| 2001 | Riga                        | –                  |
| 2003 | Bern, Gümligen und Wünnewil | 18. Platz          |
| 2005 | Singapur                    | 17. Platz          |
| 2007 | Frederikshavn               | –                  |
| 2009 | Västerås                    | –                  |
| 2011 | St. Gallen                  | –                  |
| 2013 | Brünn, Ostrava              | –                  |
| 2015 | Tampere                     | –                  |
| 2017 | Bratislava                  | nicht qualifiziert |

### AOFC Cup
| Jahr | Austragungsort(e) | Platz    |
| ---- | ----------------- | -------- |
| 2018 | Singapur          | 4. Platz |
| 2022 | Singapur          | 4. Platz |

## Trainer
- 2017-jetzt Ter Min Chiam